# David Barmasai
David Barmasai Tumo (1º gennaio 1989) è un maratoneta keniota.

## Biografia
Nel 2011 si è piazzato in quinta posizione con il tempo di 2h11'39" nella maratona dei Mondiali di Taegu.

## Palmarès
| Anno | Manifestazione | Sede  | Evento   | Risultato | Prestazione | Note |
| ---- | -------------- | ----- | -------- | --------- | ----------- | ---- |
| 2011 | Mondiali       | Taegu | Maratona | 4º        | 2h11'39"    |      |

## Altre competizioni internazionali
2009
- Oro alla Maratona di Eldoret ( Eldoret) - 2h16'00"

2010
- Oro alla Standard Chartered Nairobi Marathon ( Nairobi) - 2h10'31"
- Oro alla Maratona di Eldoret ( Eldoret) - 2h16'00"

2011
- Oro alla Maratona di Dubai ( Dubai) - 2h07'18"
- 9º alla Zevenheuvelenloop ( Nimega), 15 km - 45'13"
- 4º alla Stadsloop Appingedam ( Appingedam) - 28'52"

2012
- 8º alla Maratona di Boston ( Boston) - 2h17'16"
- 16º alla Maratona di Amsterdam ( Amsterdam) - 2h15'32"

2013
- 12º alla Maratona di Xiamen ( Xiamen) - 2h19'06"

2014
- Oro alla Maratona di Mossel Bay ( Mossel Bay) - 2h14'52"
- 10º alla Maratona di Hong Kong ( Hong Kong) - 2h16'55"

2016
- Argento alla Maratona di San Sebastián ( San Sebastián) - 2h15'02"
- 4º alla Maratona di Tiberiade ( Tiberiade) - 2h23'52"

2019
- 10º alla Maratona di Eldoret ( Eldoret) - 2h16'41"

2020
- Oro alla Maratona di Lagos ( Lagos) - 2h10'23"